# Phrynobatrachus petropedetoides
Espèce
Phrynobatrachus petropedetoides est une espèce d'amphibiens de la famille des Phrynobatrachidae.

## Répartition
Cette espèce se rencontre dans l'est de la République démocratique du Congo, dans le sud-ouest de l'Ouganda et dans l'ouest de la Tanzanie.

## Taxinomie
Laurent a retiré cette espèce de sa synonymie avec Phrynobatrachus dendrobates où l'avait placée Loveridge. Toutefois Drewes et Vindum avouent ne pas voir de différences sur les spécimens collectés sauf sur ceux prélevés par Laurent.

## Publication originale
- Ahl, 1924 : Neue afrikanische Frösche. Zoologischer Anzeiger, vol. 61, p. 99-103.